# Joachim Cuntz
Joachim Cuntz (Mannheim, 28 de setembro de 1948) é um matemático alemão.
Joachim Cuntz é conhecido por suas contribuições à teoria dos operadores e ao campo da geometria não-comutativa, com particular contribuições à estrutura de C*-álgebra simples, K-Teoria e homologia cíclica.

## Prêmios e honrarias
- 1990 palestrante convidado do Congresso Internacional de Matemáticos em Quioto (Cyclic Cohomology and K-homology).
- Prêmio Pesquisa Max Planck (com Guennadi Kasparov), 1993
- Medalha do Collège de France, 1997
- Prêmio Gottfried Wilhelm Leibniz da DFG 1999,
- Doutor honoris causa da Universidade de Copenhague
- Membro da American Mathematical Society, 2012[3]